# Casa Museo de Samad Vurgun
La Casa Museo de Samad Vurgun  es el primer museo conmemorativo que creado para perpetuar la memoria de escritores y compositores en Azerbaiyán. La casa museo está bajo el control del Ministerio de Cultura de Azerbaiyán.

## Historia de casa museo
El museo está localizado en un apartamento de seis habitaciones en el tercer piso del edificio del siglo XIX. Samad Vurgun vivió en este apartamento en los últimos dos años de su vida. La casa museo fue establecida en 1974 por la decisión del gobierno y fue inaugurado el 6 de octubre de 1975.
Durante el período pasado se creó el nuevo fondo del museo. En este museo existen los elementos conmemorativos del Vurgun, fotografías, manuscritos, regalos, revistas de los años pasados, etc.. Actualmente el número total de exposiciones es más de 16.000.
La Casa de Poesía, una rama del museo, está localizado en el pueblo de Yukhari Salahli en Qazax, donde el poeta nació.

## Exposición del museo
Las tres habitaciones en el museo - la oficina, la sala de estar y el dormitorio se conservan en la forma en que se encontraban durante la vida del poeta. En las otras tres habitaciones  se creó una exposición que refleja la vida, la creatividad, las actividades sociales y la memoria del poeta. Samad Vurgun era un poeta, pero también un hombre de mente abierta, un anfitrión muy hospitalario. Esta casa fue visitada por amigos del poeta: escritores, compositores, artistas y fanáticos de su talento.
En la habitación existe un piano. El fundador del ópera de Azerbaiyán, Uzeyir Hajibeyov, Qara Qarayev, Fikret Amirov, Said Rustamov y también otros compositores, actuaron sus obras aquí.

## Galería

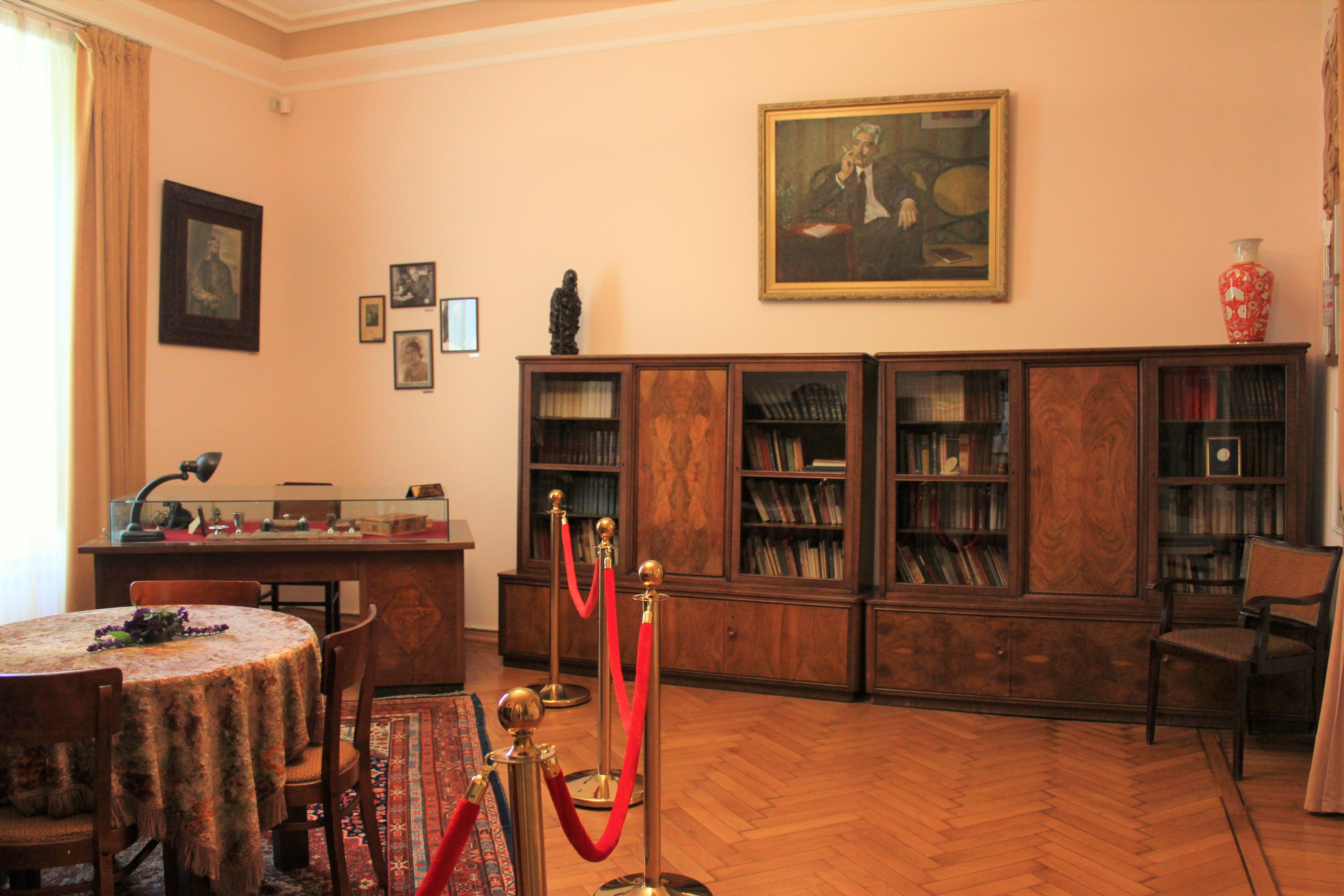
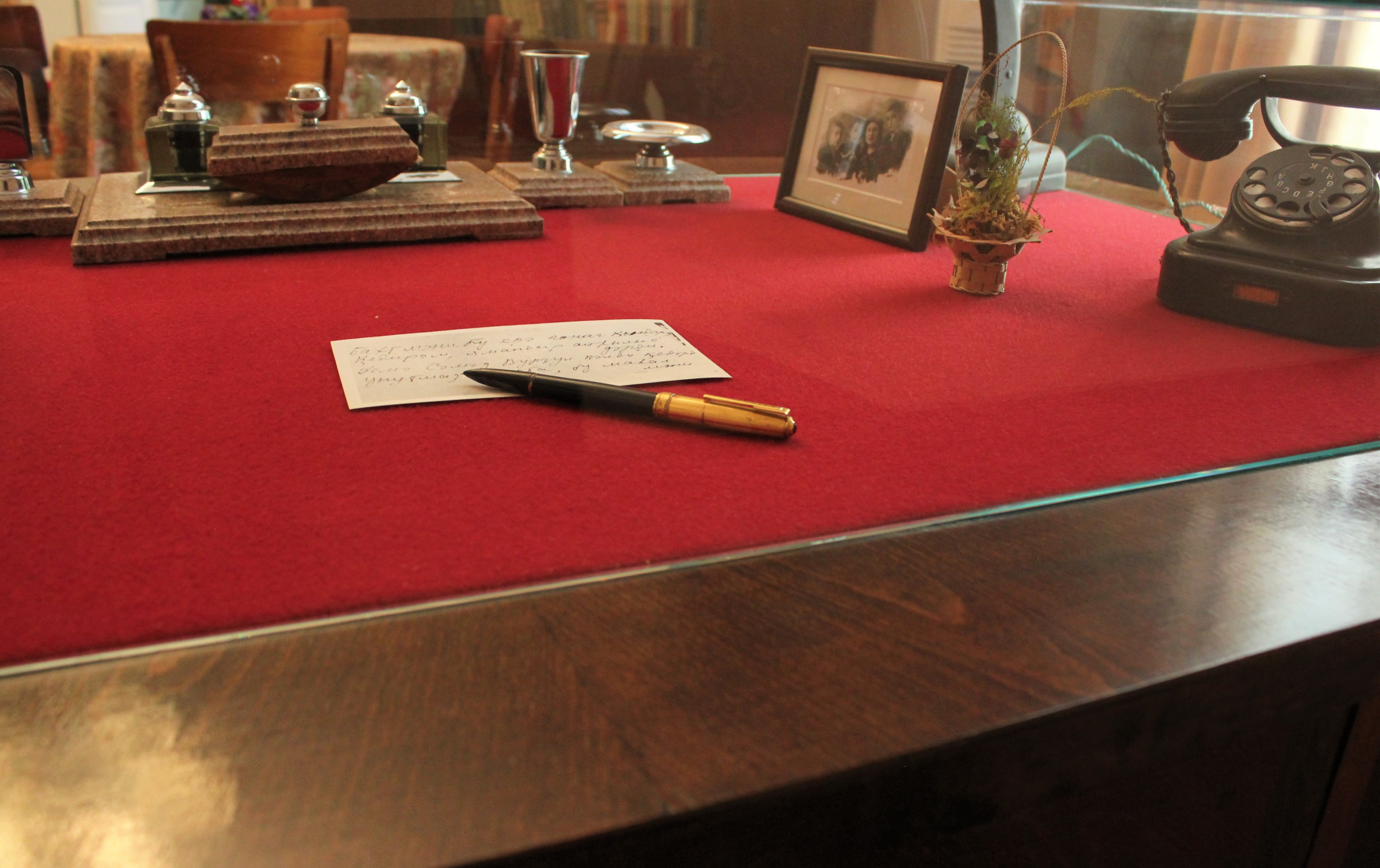
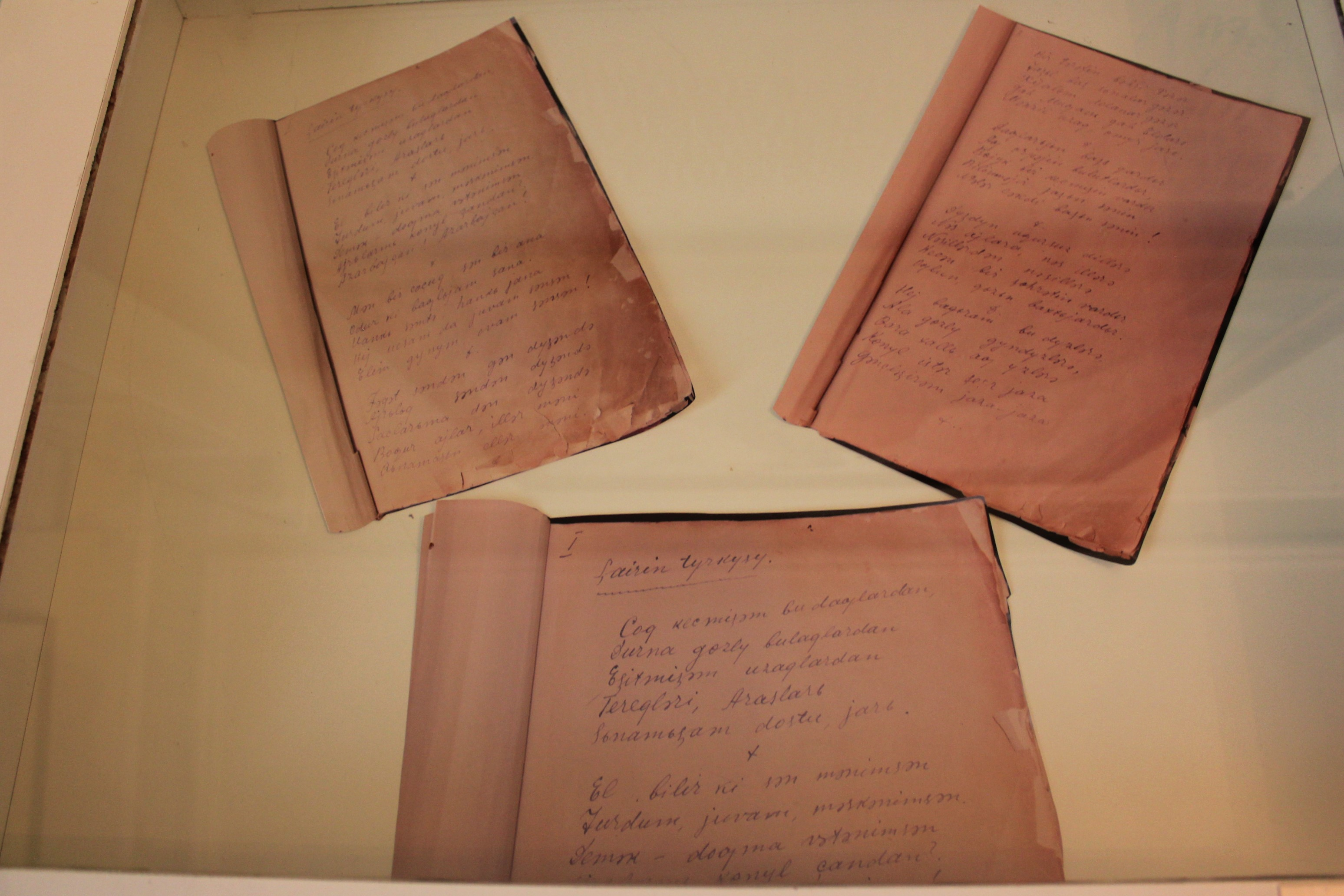
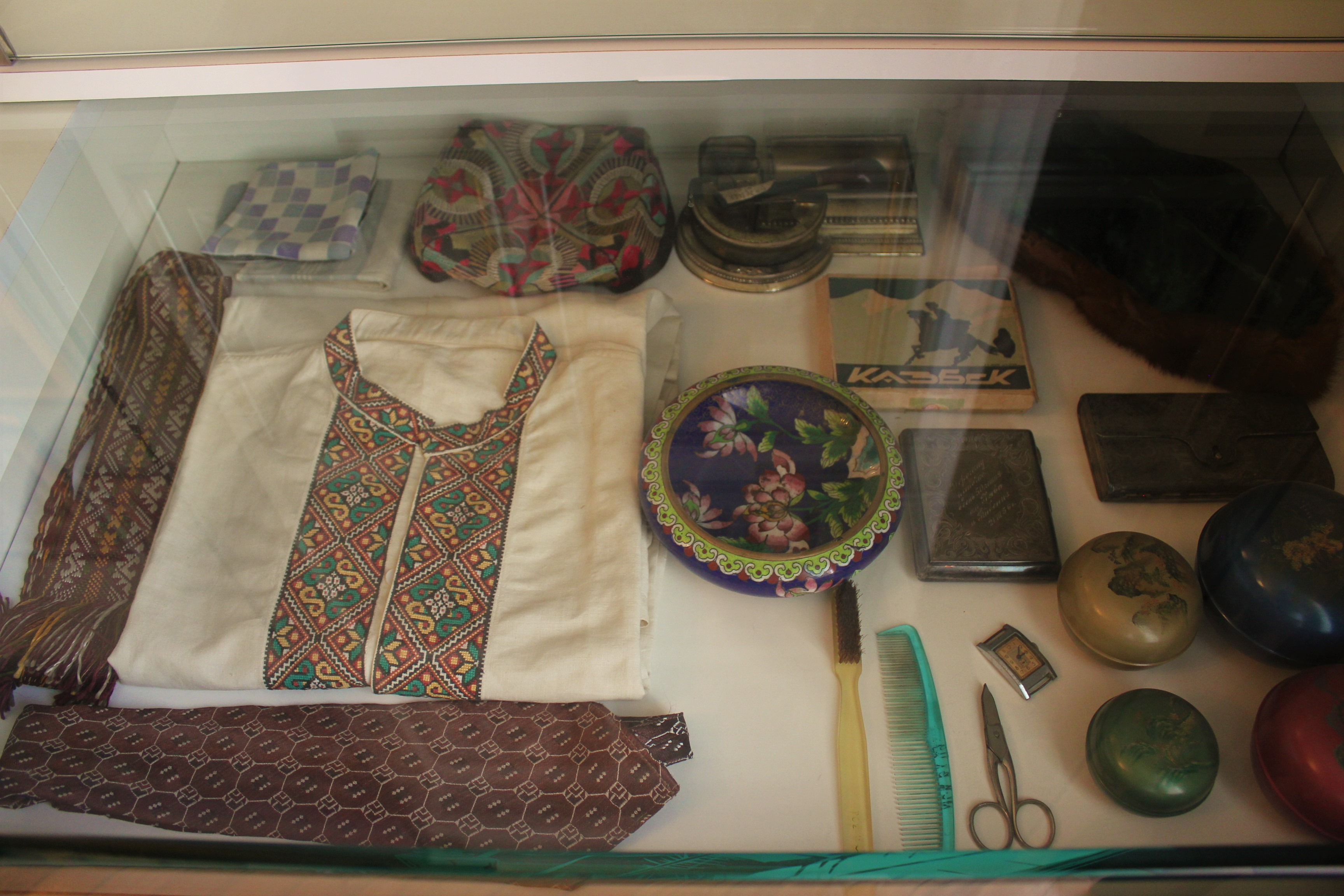
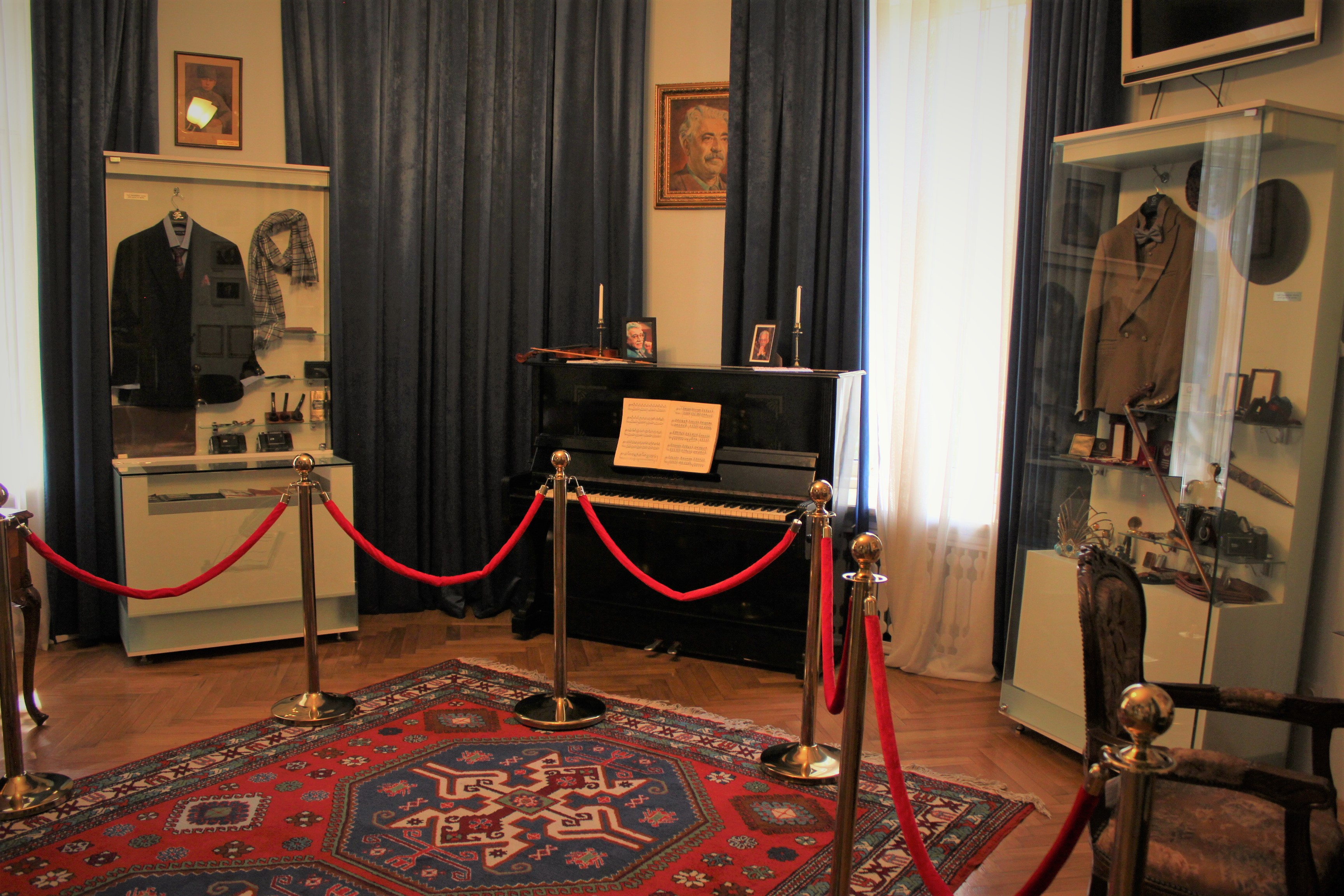
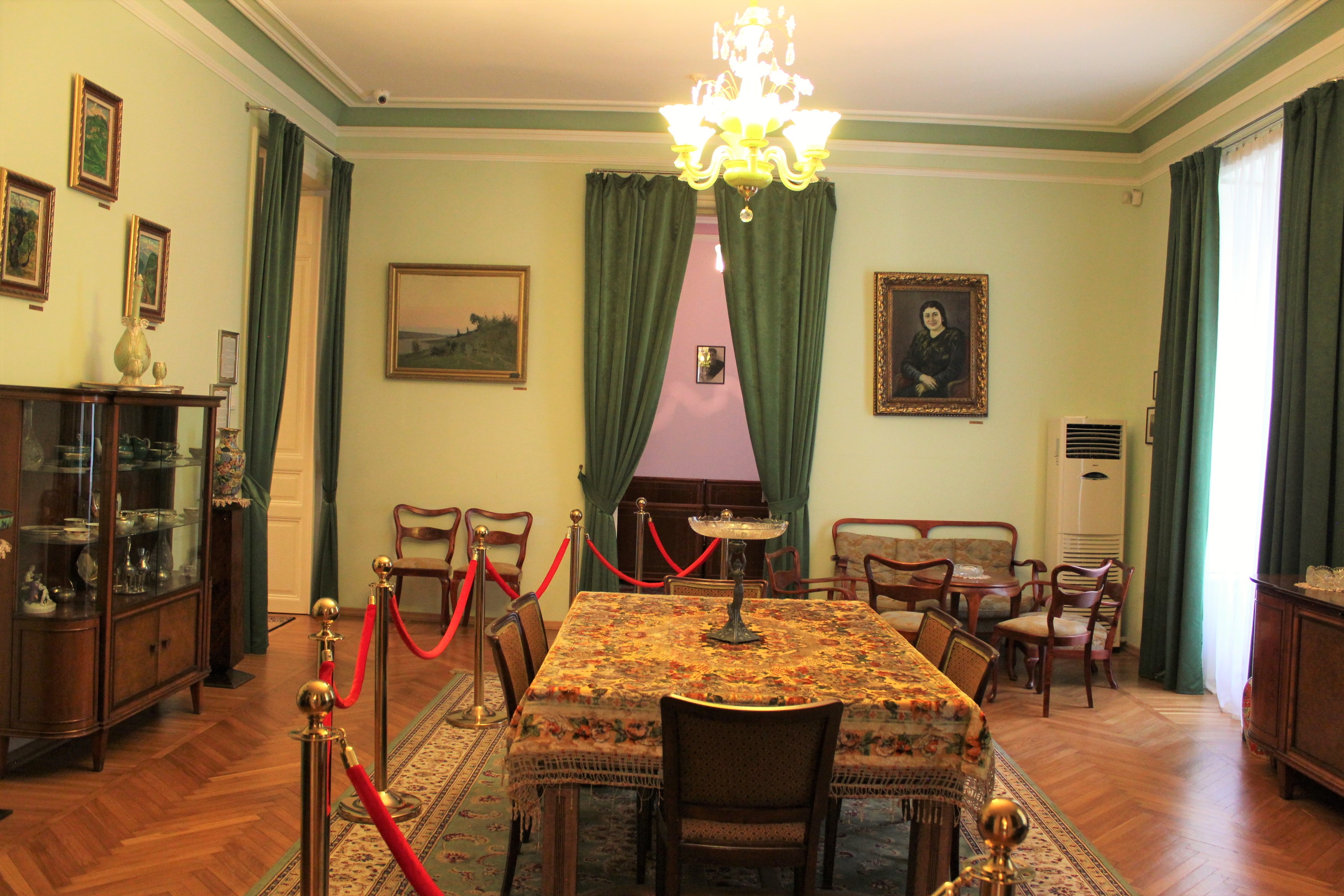

## Los directores del museo
1. Khaver Vekilova (1975-2006)
2. Aybeniz Vekilova (2006-2009)
3. Aygun Vekilova (2009-2015)
4. Nushabe Vekilova (2016- )